# Heterusia perfectaria
Heterusia perfectaria là một loài bướm đêm trong họ Geometridae.